# Leski (Nowosady)
Leski, Laski (biał. Лескі) – dawniej samodzielna wieś na Białorusi, w obwodzie grodzieńskim, w rejonie świsłockim, w sielsowiecie Porozów. Od 1971 część wsi Nowosady, położona w jej zachodniej części.
W dwudziestoleciu międzywojennym miejscowość leżała w Polsce, w województwie białostockim, w powiecie wołkowyskim, w gminie Porozów. 16 października 1933 utworzyła gromadę Leski wieś w gminie Porozów. Po II wojnie światowej weszła w struktury ZSRR.
15 listopada 1971 Leski włączono do Nowosadów.